# Tonatia saurophila
Tonatia saurophila és una espècie de ratpenat de la família dels fil·lostòmids. Viu a Belize, el Brasil, Colòmbia, Costa Rica, l'Equador, la Guaiana Francesa, Guatemala, Guaiana, Hondures, Mèxic, Nicaragua, Panamà, el Perú, Surinam, Trinitat i Tobago i Veneçuela. El seu hàbitat natural són els boscos primaris i secundaris, així com els fragments boscosos i les pastures que envolten els boscos. No hi ha cap amenaça significativa per a la supervivència d'aquesta espècie, tot i que està afectada per la destrucció d'hàbitat.